# Еліза Ожешко
Елі́за Оже́шко (пол. Eliza Orzeszkowa; * 6 червня 1841, с. Мільковщина поблизу Гродно, нині Гродненський район, Білорусь — † 18 травня 1910, Гродно) — польська письменниця, есеїстка, перекладачка. У Польщі трактується як письменниця епохи позитивізму.

## Біографія
Народилася 6 червня 1841 року в с. Мільковщина Гродненського району Білорусі.
Одружилася з польським громадським діячем Станіславом Нагорським.
Брала участь у польському січневому повстанні 1863—1864 років, зокрема у травні-червні 1863-го переховувала у своїй домівці ватажка повстанців Ромуальда Трауґутта, якого пізніше переправила за кордон.
Продавши родинний маєток, від 1870 року оселилася у Гродні. З 1894 року з чоловіком майже постійно мешкала у своєму будинку на Муравйовській вулиці, який став осередком культури та мистецтв тогочасного Гродна.
Похоронена на польському кладовищі у Гродні.

### Українські переклади
- Вибрані твори. — Київ, 1950.
- Оповідання та повісті. — Київ, 1956.
- Аргонавти. — Київ, 1966.

## Ушанування пам'яті
- Прізвищем письменниці названо вулиці у Львові, Гродні [2].

- 2001 року у Гродні, у приміщенні, де мешкала Ожешко останні 16 років, відкрито її меморіальний будинок-музей (раніше там була розташована місцева філія Спілки письменників Білорусі).